# کادین هانی
کادین هانی (به ترکی استانبولی: Kadınhanı) شهری است در کشور ترکیه که در استان قونیه واقع شده‌است. جمعیت این شهر بر اساس سرشماری سال ۲۰۰۸ میلادی ۱۳٬۹۶۷ نفر و بر اساس برآوردهای سال ۲۰۰۹ میلادی ۱۳٬۸۳۸ نفر می‌باشد.